# Skattegården
Skattegården är ett primärområde i stadsområde Sydväst i Göteborgs kommun.
Bebyggelsen i Skattegården domineras av Smyckeparken, det stora flerfamiljshusområdet vid Smyckegatan och Björkhöjdsgatan, med lamellhus som byggdes åren 1965-1968. Husen är grupperade kring ett grönområde och har garage under jord. Området har närmare 900 lägenheter. Fastigheterna hade stora tekniska brister och en mycket omfattande standardhöjande renovering 1992-1994, förändrade den ursprungliga betongarkitekturen genom påbyggnad av våningar, nya hissar och tillkomsten av en stor samlingslokal. Då ombyggnaden var klar såldes fastigheterna av det allmännyttiga Bostads AB Poseidon till privata ägare.
Det finns även ett sextiotal småhus i området och Johannesgården, en katolsk kursgård samt S:t Gabriels syrisk-ortodoxa kyrka, som vänder sig till assyrier.

## Nyckeltal

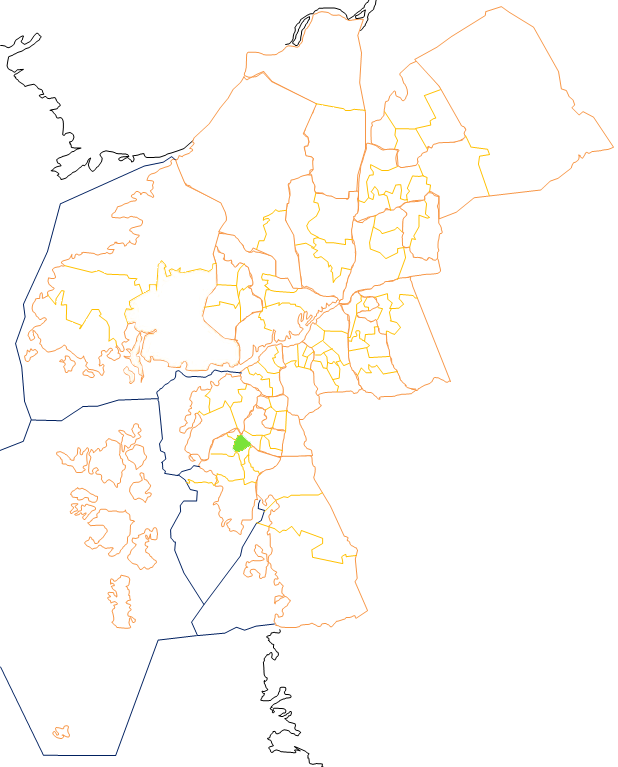
Skattegården

Nyckeltalen redovisar statistik som beskriver Göteborg och dess 96 delområden, primärområden, per den 31 december och kan användas för att jämföra de olika områdena. Nedan redovisas uppgifter för primärområdet och jämförelse görs mot uppgifterna för hela kommunen.
|                                                           | Skattegården | Hela Göteborg |
| --------------------------------------------------------- | ------------ | ------------- |
| Folkmängd                                                 | 2 658        | 587 549       |
| Befolkningsförändring 2020–2021                           | -11          | +4 493        |
| Andel födda i utlandet                                    | 33,6 %       | 28,3 %        |
| Andel utrikes födda eller med två utrikes födda föräldrar | 43,9 %       | 38,1 %        |
| Medelinkomst                                              | 286 300 kr   | 332 400 kr    |
| Arbetslöshet                                              | 9,2 %        | 6,6 %         |
| Antal ersatta dagar från F-kassan per person (16-64 år)   | 28,6         | 19,5          |
| Andel med eftergymnasial utbildning (minst 3 år)          | 24,8 %       | 37,9 %        |
| Andel bostäder byggda 1961–1970                           | 94,2 %       |               |
| Andel bostäder i allmännyttan                             | 0,0 %        | 25,9 %        |
| Antal färdigställda bostäder 2021                         | 0            |               |
| Andel bostäder i småhus                                   | 4,7 %        | 18,3 %        |

## Stadsområdes- och stadsdelsnämndstillhörighet
Primärområdet tillhörde fram till årsskiftet 2020/2021 stadsdelsnämndsområdet Västra Göteborg och ingår sedan den 1 januari 2021 i stadsområde Sydväst.